# Purzyce-Trojany
Purzyce-Trojany es un pueblo de Polonia, en Mazovia.  Se encuentra en el distrito (Gmina) de Grudusk, perteneciente al condado (Powiat) de Ciechanów. Se encuentra aproximadamente a 5 km al sureste de Grudusk, 20 km al norte de Ciechanów, y a 96 km  al norte de Varsovia. 
Entre 1975 y 1998 perteneció al voivodato de Ciechanów.